# Riesenglanzschnecken
Die Riesenglanzschnecken (Zonitidae) sind die einzige Familie der Überfamilie Zonitoidea aus der Unterordnung der Landlungenschnecken (Stylommatophora). Es sind sehr kleine bis mittelgroße Formen, die häufig im Lückensystem des Bodens oder unter Steinen leben. Etwa 60 Arten dieser Familie leben in Europa.

## Merkmale
Die Gehäuse sind rundlich bis abgeflacht. Sie können adult bis über 5 cm groß sein, aber auch nur wenige Millimeter. Die Tiere können sich noch völlig in das Gehäuse zurückziehen. Die Schale ist dünn und durchscheinend, die Ornamentierung generell schwach ausgeprägt. Die Farbe variiert von fast farblos-hell bis braun. Die Mündung ist einfach mit wenigen Ausnahmen, wo Vorsprünge in die Mündung ragen. Der Nabel des Gehäuses ist weit bis eng, manchmal sogar geschlossen.

## Vorkommen und Lebensweise
Die Tiere sind holarktisch verbreitet. Der Schwerpunkt der Diversität liegt in Südosteuropa. Sie kommen dort vor allem in feuchten Bereichen der Gebirge, in Felsspalten und Geröllfeldern vor. 
Die Tiere leben von vermodernden Pflanzenteilen, Aas oder räuberisch von anderen Schnecken.

## Systematik
Die Familie der Riesenglanzschnecken ist die einzige Familie der Überfamilie Zonitoidea. Früher wurde auch die selbständige Familie Oxychilidae als Unterfamilie zu den Riesenglanzschnecken gerechnet.
- Riesenglanzschnecken (Zonitidae)
  - Gattung Aegopinella Lindholm, 1927
  - Gattung Aegopis Fitzinger, 1833
    - Wirtelschnecke (Aegopis verticillus)

  - Gattung Allaegopis Riedel, 1979
  - Gattung Balcanodiscus Riedel & Urbanski, 1964
  - Gattung Doraegopis Riedel, 1982
  - Gattung Meledella Sturany, 1908
  - Gattung Nesovitrea C. M. Cooke, 1921
  - Gattung Paraegopis Hesse, 1910
  - Gattung Retinella P. Fischer, 1877
  - Gattung Thasiogenes Riedel, 1998
  - Gattung Troglaegopis Riedel & Radja, 1983
  - Gattung Turcozonites Riedel, 1987
  - Gattung Zonites Montfort, 1810
    - Riesenglanzschnecke (Zonites algirus)